# Amarachi
Amarachi  è un nome proprio di persona igbo femminile.

## Origine e diffusione
Significa "grazia di Dio" in igbo.

## Onomastico
È un nome adespota, cioè privo di santo patrono; l'onomastico può essere festeggiato il 1º novembre, per la ricorrenza di Ognissanti.

## Persone
- Amarachi Okafor, artista nigeriana
- Amarachi Okoronkwo, calciatrice nigeriana
- Amarachi Pipi, velocista britannica